# Антрінгіс
Антрінгіс — село у Литві, Расейняйський район, староство Відукле. Знаходиться на автомобільній дорозі Аріогала — Расейняй — Крижкалніс. 2011 року в селі проживало 17 людей.

## Принагідно
- Antringis [Архівовано 5 березня 2016 у Wayback Machine.]

| Литва | Це незавершена стаття з географії Литви. Ви можете допомогти проєкту, виправивши або дописавши її. |